# Brachypelus
Brachypelus is een geslacht van kevers uit de familie van de loopkevers (Carabidae). De wetenschappelijke naam van het geslacht is voor het eerst geldig gepubliceerd in 1866 door Putzeys.

## Soorten
Het geslacht Brachypelus omvat de volgende soorten:
- Brachypelus ambondrombe Bulirsch; Janak & Moravec, 2005
- Brachypelus basilewskyi Bulirsch; Janak & Moravec, 2005
- Brachypelus betsileo Bulirsch; Janak & Moravec, 2005
- Brachypelus fisheri Bulirsch; Janak & Moravec, 2005
- Brachypelus janaki Bulirsch & Moravec, 2009
- Brachypelus microphthalmus Basilewsky, 1980
- Brachypelus minor Alluaud, 1935
- Brachypelus newtoni Bulirsch; Janak & Moravec, 2005
- Brachypelus obesus Putzeys, 1866
- Brachypelus pauliani Basilewsky, 1980
- Brachypelus reticulatus Basilewsky, 1980
- Brachypelus rolandi Bulirsch; Janak & Moravec, 2005
- Brachypelus vohidray Bulirsch; Janak & Moravec, 2005
- Brachypelus vonickai Bulirsch; Janak & Moravec, 2005